# Mazeis
Els mazeis (en llatí: Mazaei, en grec antic Μαζαῖοι, "Mazaioi") eren una tribu de Pannònia, que ocupaven la part sud del territori, a la frontera amb Dalmàcia, i per això Dió Cassi els anomena dàlmates. Germànic Cèsar els va sotmetre entre l'any 7 i l'any 10 i segons Estrabó i Plini el Vell els va tractar molt durament.